# Chiefdom
Een chiefdom is een vorm van menselijke sociale organisatie waarbij meerdere gemeenschappen geleid worden door een of meer chiefs. Een chiefdom heeft een sociale differentiatie waarbij de macht en welvaart ongelijk verdeeld zijn. De welvaart kon ontstaan door neolithische tuinen te onderhouden. De overschotten die geproduceerd werden, konden worden verhandeld met een herverdelende economie tot gevolg.
Een beknopte definitie van een chiefdom is van Carneiro:
An autonomous political unit comprising a number of villages or communities under the permanent control of a paramount chief.
Het antropologische begrip speelde een rol in het neo-evolutionisme waarbij een chiefdom een complexere structuur heeft dan een band en stam (tribe), maar daarin nog onderdoet aan de natiestaat.
In de jaren daarna bleek uit onderzoek dat kenmerken van veel samenlevingen moeilijk in te passen waren in deze onderverdeling. In de antropologie werden dit model en dat van Morton Fried dan ook grotendeels verlaten en keerde men terug naar de nadruk op onderzoek naar specifieke culturen. In de archeologie liep men tegen dezelfde problemen aan. Hier verliet men de modellen niet, maar begon men deze aan te passen en uit te breiden.

## Antropologische theorie
- Sahlins, M.D.; Service, E.R. [ed] (1960): Evolution and Culture, University of Michigan Press,
- Service, E.R. (1962): Primitive Social Organization; an Evolutionary Perspective, Random House.